# Peter Henry Weston
Peter Henry Weston (1956) è un botanico australiano.

## Biografia
Weston è attualmente (2012) Senior Principal Research Scientist (ricercatore principale senior) presso i The Royal Botanic Garden di Sydney.
Si interessa principalmente di sistematica di Proteaceae, Orchidaceae, Fabaceae, Rutaceae e Lauraceae, di biogeografia storica, ecologia evolutiva, biologia rirpoduttiva e storia e filosofica della sistematica.

## Taxa descritti
I taxa da lui descritti come autore o coautore sono oltre 100; tra essi vi sono ad esempio:
- la sottofamiglia Bellendenoideae;
- il genere Catalepidia;
- alcune specie del genere Persoonia, tra cui Persoonia baeckeoides;
- la specie Hicksbeachia pilosa.

## Onorificenze
In suo onore sono state denominate le seguenti specie:
- Pseudogynoxys westonii (H.Rob. & Cuatrec.) B.L.Turner[3] (Asteraceae)
- Utricularia westonii P.Taylor[4] (Lentibulariaceae)

## Opere e pubblicazioni
Nelle seguenti pubblicazioni Weston è autore o coautore:
- Craw, R.C. & P.H. Weston (1984) Panbiogeography: a progressive research program? Syst. Zool. 33: 1 13.
- Weston, P.H., R.C. Carolin & J.A. Armstrong (1984) A cladistic analysis of Boronia Sm. and Boronella Baill. (Rutaceae). Aust. J. Bot. 32: 187 203.
- Crisp, M.D. & P.H. Weston (1987) Cladistics and legume systematics, with an analysis of the Bossiaeeae, Brongniartieae and Mirbelieae. Pp. 65 130, in C.H. Stirton (ed.) Advances in Legume Systematics Part 3 (Royal Botanic Gardens: Kew).
- Weston, P.H. (1988) Indirect and direct methods in systematics. Pp. 27 56 in C.J. Humphries (ed.) Ontogeny and Systematics (Columbia University Press: New York).
- Weston, P.H. & Crisp, M.D. (1991) Alloxylon (Proteaceae), a new genus from New Guinea and eastern Australia. Telopea 4: 497-507.
- Crisp, M.D. & Weston, P.H. (1993) Geographic and ontogenetic variation in morphology of Australian waratahs (Telopea: Proteaceae). Syst. Biol. 42: 49-76.
- Weston, P.H. & Crisp, M.D. (1994) Cladistic biogeography of Waratahs and their allies (Embothrieae: Proteaceae) across the Pacific. Aust. Syst. Bot. 7: 225-249.
- Weston, P.H. (1994) Methods for rooting cladistic trees. Pp. 125-155, in D.J. Siebert, R.W. Scotland and D.M. Williams (eds.) Models in Phylogeny Reconstruction (Oxford University Press: Oxford).
- Weston, P.H. (1994) The Western Australian species of subtribe Persooniinae (Proteaceae: Persoonioideae: Persoonieae). Telopea 6: 51-165.
- Crisp, M.D. & Weston, P.H. (1995) Mirbelieae. Pp. 245-282, in J.J. Doyle and M.D. Crisp (eds.) Advances in Legume Systematics Part 7: Phylogeny (Royal Botanic Gardens: Kew).
- Crisp, M.D., Linder, H.P. & Weston, P.H. (1995) Cladistic biogeography of plants in Australia and New Guinea: congruent pattern reveals two endemic tropical tracks. Syst. Biol. 44: 457-473.
- Weston, P.H. & Crisp, M.D. (1996) Trans-Pacific biogeographic patterns in the Proteaceae. Pp. 215-232, in A. Keast & S.E. Miller (eds.) The Origin and Evolution of Pacific Island Biotas, New Guinea to Eastern Polynesia: Patterns and Processes (SPB Academic Publishing: Amsterdam).
- Bernhardt, P. & Weston, P.H. (1996) The pollination ecology of Persoonia (Proteaceae) in eastern Australia. Telopea 6: 775-804.
- Savolainen, V., Fay, M.F., Albach, D.C., Backlund, A., van der Bank, M., Cameron, K.M., Johnson, S.A., Lledo, M.D., Pintaud, J.-C., Powell, M., Sheahan, M.C., Soltis, D.E., Soltis, P.S., Weston, P., Whitten, W.M., Wurdack, K.J., & Chase, M.W., (2000) Phylogeny of the eudicots: a nearly complete familial analysis based on rbcL gene sequences. Kew Bulletin 55: 257-309.
- Weston, P.H. (2000) Process morphology from a cladistic perspective. Pp. 124-144 in R. Scotland & T. Pennington (eds.) Homology and Systematics: Coding Characters for Phylogenetic Analysis (Taylor & Francis: Basingstoke).
- Hill, R.S. & Weston, P.H. (2001) Southern (austral) ecosystems. Pp. 361-370 in S.A. Levin (ed.) Encyclopedia of Biodiversity vol. 5 (Academic Press: San Diego).
- Kores, P.J., Molvray, M., Weston, P.H., Hopper, S.D., Brown, A., Cameron, K.M., and Chase, M.W (2001) A phylogenetic analysis of Diurideae (Orchidaceae) based on plastid DNA sequence data. Amer. J. Bot. 88: 1903-1914.
- Barker, N.P., Weston, P.H., Rourke, J.P., & Reeves, G. (2002) The relationships of the southern African Proteaceae as elucidated by internal transcribed spacer (ITS) DNA sequence data. Kew Bulletin 57: 867-883.
- Mant, J.G., Schiestl, F.P., Peakall, R., & Weston, P.H. (2002) A phylogenetic study of pollinator conservatism among sexually deceptive orchids. Evolution 56: 888-898.
- Thien, L.B., Sage, T.L., Jaffré, T., Bernhardt, P., Pontieri, V., Weston, P.H., Malloch, D., Azuma, H., Graham, S.W., McPherson, M.A., Rai, H.S., Sage, R.F., & Duprey, J.-L. (2003) The population structure and floral biology of Amborella trichopoda Baillon (Amborellaceae). Annals of the Missouri Botanical Garden 90(3): 466-490.
- Bernhardt, P., Sage, T., Weston, P.H., Azuma, H., Lam, M., Thien, L.B., & Bruhl, J. (2003) The pollination of Trimenia moorei (Trimeniaceae): floral volatiles, insect/wind pollen vectors, and stigmatic self-incompatibility in a basal angiosperm. Annals of Botany 92: 445-458.
- Jordan, G.J., Dillon, R.A. & Weston, P.H. (2005) Solar radiation as a factor in the evolution of scleromorphic leaf anatomy in Proteaceae. American Journal of Botany 92: 789-796.
- Mant, J., Brown, G.R. & Weston, P.H. (2005) Opportunistic pollinator shifts among sexually deceptive orchids indicated by a phylogeny of pollinating and non-pollinating thynnine wasps (Tiphiidae). Biological Journal of the Linnean Society 86: 381-395.
- Rymer, P.D., Whelan, R.J., Ayre, D.J. & Weston, P.H. (2005) Reproductive success and pollinator effectiveness differ in common and rare Persoonia species (Proteaceae). Biological Conservation 123: 521-532.
- Weston, P.H., Perkins, A.J., & Entwisle, T.J. (2005) More than symbioses: orchid ecology, with examples from the Sydney Region. Cunninghamia 9: 1-15.
- Indsto, J.O., Weston, P.H., Clements, M.A., Dyer, A.G., Batley, M. & Whelan, R.J. (2006) Pollination of Diuris maculata (Orchidaceae) by male Trichocolletes venustus bees. Australian Journal of Botany 54: 669-679.
- Weston, P.H. (2006) Proteaceae. Pp. 364-404 in K. Kubitzki (ed.) Families and Genera of Vascular Plants Volume IX (Springer Verlag: Berlin).
- Weston, P.H. & Barker, N.P. (2006) A New Suprageneric Classification of the Proteaceae, with an Annotated Checklist of Genera. Telopea 11(3): 314-344.
- Barker, N.P., Weston, P.H., Rutschmann, F. & Sauquet, H. (2007) Molecular dating of the 'Gondwanan' plant family Proteaceae is only partially congruent with the timing of Gondwanan break-up. Journal of Biogeography 34: 2012-2027.
- Staedler, Y.M., Weston, P.H. & Endress, P.K. (2007) Floral phyllotaxis and floral architecture in Calycanthaceae (Laurales). International Journal of Plant Sciences 168: 285-306.
- Indsto, J.O., Weston, P.H., Clements, M., Dyer, A., Batley, M. & Whelan, R. (2007) Generalised pollination of Diuris alba R.Br. (Orchidaceae) by small bees and wasps. Australian Journal of Botany 55: 628-634.
- Jordan, G.J. Weston, P.H., Carpenter, R.J., Dillon, R.A. & Brodribb, T.J. (2008) The evolutionary relations of sunken, covered, and encrypted stomata to dry habitats in Proteaceae. American Journal of Botany 95:521-530.
- Mast, A.R., Crystal L. Willis, C.L., Jones, E.H., Downs, K.M., & Weston, P.H. (2008) A smaller Macadamia from a more vagile tribe: Inference of phylogenetic relationships and divergence times in Macadamia and relatives (tribe Macadamieae; Proteaceae). American Journal of Botany 95: 843-870.
- Sauquet, H., Weston, P.H., Anderson, C.L., Barker, N.P. Cantrill, D.J., Mast, A.R., & Savolainen, V. (2009) Contrasted patterns of hyperdiversification in Mediterranean hotspots. Proceedings of the National Academy of Sciences of the U.S.A. 106: 221-225.
- Staedler, Y.M., Weston, P.H. & Endress, P.K. (2009) Comparative gynoecium structure and development in Calycanthaceae (Laurales). International Journal of Plant Sciences 170: 21-41.
- Sage, T.L., Hristova-Sarkovsi, K., Koehl, V., Lyew, J., Pontieri, V., Bernhardt, P., Weston, P., Bagha, S., & Chiu, G. (2009) Transmitting tissue architecture in relictual-basal angiosperms: implications for transmitting tissue origins. American Journal of Botany 96: 183-206.
- Crisp, M.D., Arroyo, M.T.K., Cook, L.G., Gandolfo, M.A., Jordan, G.J., McGlone, M.S., Weston, P.H., Westoby, M., Wilf, P., & Linder, H.P. (2009) Phylogenetic habitat conservatism on a global scale. Nature 458: 754-758.